# Krajowice (Jasło)
Krajowice – część miasta Jasło, utworzona z południowej części sąsiedniej wsi Krajowice. Leży na północno-zachodnich rubieżach miasta, w okolicy ulicy Krajowickiej.

## Historia
Krajowice to dawna wieś i gmina jednostkowa w powiecie jasielskim, za II RP w woј. krakowskim. W 1934 w nowo utworzonej zbiorowej gminie Kołaczyce, gdzie utworzyła gromadę.
Na krótko przed agresją III Rzeszy na Polskę we wrześniu 1939 w Krajowicach na lewym brzegu Wisłoki ukończona została budowa Fabryki Materiałów Wybuchowych „Gamrat”.
Podczas okupacji niemieckiej w trakcie II wojny światowej Krajowice należały do gminy Kołaczyce w powiecie Jaslo w dystrykcie krakowskim (Generalne Gubernatorstwo). Liczyły wtedy 475 mieszkańców. W fabryce Gamrat funkcjonował wówczas niemiecki magazyn broni i amunicji wykorzystujący pracę przymusową miejscowej ludności oraz około tysiąca jeńców radzieckich z utworzonego w pobliżu obozu o organizacji podobnej do obozu w Szebniach. W grudniu 1943 dwadzieścioro siedmioro robotników z magazynu w Krajowicach zostało osadzonych w obozie w Szebniach pod zarzutem prowadzenia sabotażu poprzez nieodpowiednią konserwację amunicji dostarczanej z frontu wschodniego. Na początku września 1944 Krajowice stanowiły teren drugiej pozycji obrony po niemieckiej stronie frontu walk podczas operacji dukielsko-preszowskiej Armii Czerwonej, a mieszkańcy wsi zostali krótko po 12 września wysiedleni pod groźbą rozstrzelania z rozkazu dowództwa Wehrmachtu przez siły żandarmerii wojskowej lub sonderkommando Süd.
Po wojnie Krajowice znów znalazły się w gminie Kołaczyce w powiecie jasielskim nowo utworzonego województwa rzeszowskiego. Jesienią 1954 zniesiono gminy tworząc gromady. Krajowice weszły w skład nowo utworzonej gromady Kołaczyce, gdzie przetrwały do końca 1972 roku, czyli do kolejnej reformy gminnej. Od 1 stycznia 1973 należały ponownie do gminy Kołaczyce. Od 1 lipca 1975 na mocy nowego podziału administracyjnego znalazły się w województwie krośnieńskim.
1 lutego 1977 dużą część wsi Krajowice (431 ha) włączono do Jasła.